# Grandeur d'âme
Grandeur d'âme est un film muet français de court métrage écrit et réalisé par Henri Andréani, sorti en 1910.

## Fiche technique
- Scénario et réalisation : Henri Andréani
- Production : Série d'art Pathé Frères
- Distribution : Pathé Frères
- Pays : France
- Format : Muet - Noir et blanc - 1,33:1 - 35 mm
- Métrage : 195 m
- Genre : Comédie dramatique
- Durée : 7 minutes
- Date de sortie : 
  -  France - 1910

## Distribution
- Berthe Bovy : la duchesse Gilberte de Roher, mariée au duc de Roher mais qui aime le comte Fernand dans le secret de son cœur
- René Alexandre : le comte Fernand, l'ami d'enfance et ancien fiancé de Gilberte, qui l'aime toujours
- Louis Ravet : le duc de Roher, le mari de Gilberte, un homme d'une grande élévation morale